# Ejegayehu Dibaba
Ejegayehu Dibaba Keneni (Bekoji, 21 maart 1982) is een Ethiopische langeafstandsloopster.

## Biografie
Dibaba is geboren als derde kind van zes kinderen. Ze komt uit een atletiekfamilie. Haar drie jaar jongere zusje Tirunesh Dibaba is ook een succesvol langeafstandsloopster, haar neef Derartu Tulu is een dubbele olympisch goudenmedaillewinnaar (1992 en 2000) en haar schoonbroer Sileshi Sihine is eveneens een atleet.
Op de Olympische Spelen van 2004 in Athene vertegenwoordigde ze Ethiopië op de 10.000 m. Met een tijd van 30.24,98won ze een zilveren medaille op de achter Xing Huina uit China (goud) en voor haar nicht Derartu Tulu (brons). Vier jaar later moest ze genoegen nemen met een veertiende plaats op de Olympische Spelen van 2008 in Peking.
Bij de Boston Indoor Games 2005 won ze in het Reggie Lewis Center op de 5000 m een zilveren medaille achter haar zus Tirunesh, die een nieuw wereldrecord liep. Op het WK 2005 in Helsinki liep ze, net als haar jongere zus, de 5.000 m en de 10.000 m. Haar jongere zus won het goud op beide afstanden en zij het brons.
Ze is aangesloten bij de Oromiya Prisons Sports Club.

## Persoonlijke records
Outdoor
| Onderdeel      | Prestatie | Datum            | Plaats     |
| -------------- | --------- | ---------------- | ---------- |
| 3.000 m        | 8.35,94   | 28 juli 2006     | Londen     |
| 5.000 m        | 14.32,74  | 11 juni 2004     | Bergen     |
| 10.000 m       | 30.18,39  | 28 juni 2005     | Sollentuna |
| halve marathon | 1:16.40   | 25 november 2001 | Tequila    |
| 5 km           | 15.34     | 1 april 2001     | Carlsbad   |

Indoor
| Onderdeel | Prestatie | Datum           | Plaats |
| --------- | --------- | --------------- | ------ |
| 3.000 m   | 8.36,59   | 26 januari 2008 | Boston |
| 5.000 m   | 14.58,25  | 29 januari 2005 | Boston |

## Palmares

### 3000 m
- 2001: 10e Grand Prix Finale - 9.41,36

### 5000 m
Kampioenschappen
- 2002:  Afrikaanse kampioenschappen - 15.56,03
- 2004:  Wereldatletiekfinale - 14.59,52
- 2005:  WK - 14.42,47
- 2006: 4e Wereldatletiekfinale - 16.07,87

Golden League-podiumplekken
- 2003:  Golden Gala – 14.41,67
- 2004:  Golden Gala – 14.37,99
- 2005:  Memorial Van Damme – 14.37,34
- 2006:  Bislett Games – 14.33,52
- 2008:  Bislett Games – 14.36,78

### 10.000 m
- 2003: 9e WK - 31.01,07
- 2004:  OS - 30.24,98
- 2005:  WK - 30.26,00
- 2007: 7e WK - 32.30,44
- 2008: 14e OS - 31.22,18

### Veldlopen
- 2003: 9e WK (korte afstand) - 12.59
- 2004: 10e WK (korte afstand) - 13.23
- 2004:  WK (lange afstand) - 27.29
- 2005: 14e WK (korte afstand) - 13.51
- 2006: 14e WK (lange afstand) - 26.37